# الزهرة المهترئة (فلم)
هذه المقالة تتحدث عن الزهرة المهترئة (فيلم).

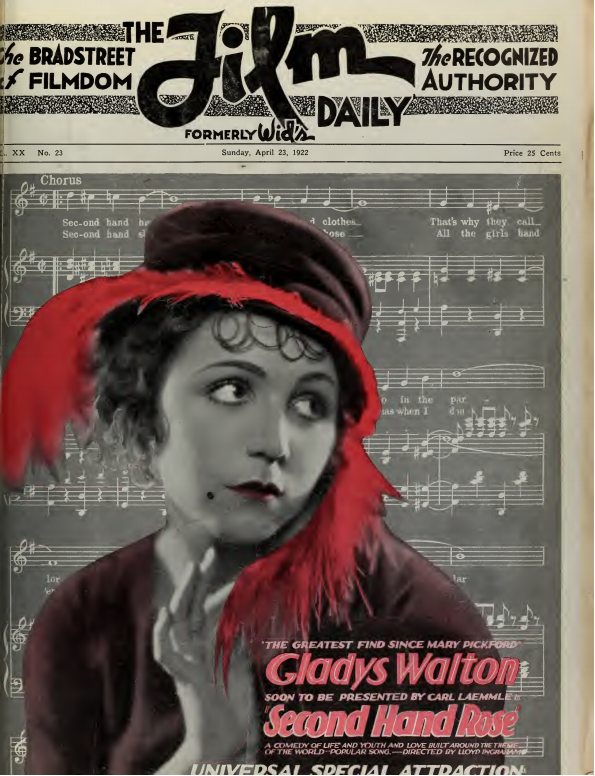
غلاديس والتون تمثل شخصية روز على غلاف الفيلم اخراج : لويد إنغراهام سيناريو من قِبل : أ.بي يونغر بطولة: غلاديس والتون جورج ويليامز
أي دوارد ساذرلاند ويد بوتيلر ماكس ديفيدسون فيرجينيا أدير السينما: بيرت كان شركة الإنتاج: شركة يونيفرسال لصناعة الأفلام موزعة من قبل: شركة يونيفرسال لصناعة الأفلام تاريخ الإصدار￼ : 8 مايو 1922 مدة الفيلم: 50 دقيقة البلد: الولايات المتحدة الأمريكية اللغة: صامت (مترجم للانجليزية)

الزهرة المهترئة هو فيلم دراما أمريكي من إخراج لويد إنغراهام وكتبه أ. ب. يونغر عام 1922.￼الفيلم بطولة غلاديس والتون، جورج ويليامز، أ. إدوارد ساذرلاند، وايد بوتيلر، ماكس ديفيدسون، وفرجينيا أدير. صدر الفيلم في 8 مايو 1922، من قبل شركة تصنيع الأفلام العالمية.

## القصة
يتم تبني روز أوغرادي (والتون)، وهو الواف الأيرلندي، من قبل وسيط الرهن العبري طيب القلب إسحاق روزنشتاين (ويليامز)، وعندما تموت الأم روزنشتاين، تتولى روز واجبات مدبرة المنزل. الابن نات روزنشتاين، يعمل في مصنع للحرير، وسرق بعض وثائق الشحن وحكم عليه بالسجن. وقد أطلق سراحه من السجن من خلال النفوذ السياسي لتيم مكارثي (بيري), الذي يريد الزواج من روز. نات يساعد الشرطة في اصطياد المحتالين الآخرين، وروز تعترف بحبها لتيري أوبراين (دويرتي)، الذي يأخذ روز بعيدا عن متجر السلع المستعملة والأسرة المتفككة.

## الطاقم
- غلاديس والتون في دور روز أوغرادي
- جورج ويليامز في دور إسحاق روزنشتاين
- أي إدوارد ساذرلاند في دور نات روزنشتاين
- ويد بوتيلر في دور بول طومسون
- ماكس ديفيدسون في دور آبي روزنشتاين
- فرجينيا دير في دور ريبيكا روزنشتاين
- أليس بيلتشر في دور راشيل روزنشتاين
- جاك دوغرتي في دور تيري أوبراين￼
- والتر بيري في دور تيم مكارثي
- بينيت ساوثارد في دور هوكينز
- كاميلا كلارك في دور روزي الصغيرة
- ماريون فيدوتشا في دور نات الصغير

## روابط خارجية
- مقالات تستعمل روابط فنية بلا صلة مع ويكي بيانات

- Second Hand Rose في IMDb
- Synopsis في AllMovie